# ほたる坂から
『ほたる坂から』（ほたるざかから）は、清水由貴子の1枚目のスタジオ・アルバム。1977年12月21日にCBS・ソニーより発売された。

## 解説
デビュー曲を手がけた阿久悠・三木たかしコンビによる作品、全12曲を収録。
1994年にCD選書として同タイトルで、2008年にはオーダーメイドファクトリーから、未収録のシングルAB面の4曲を加えた『ほたる坂から+4／阿久悠・三木たかしを歌う』というタイトルでCD化されている。

## 収録曲

### オリジナル盤
※全作詞：阿久悠／全作曲：三木たかし／B-3, B-4以外全編曲：三木たかし
- Side A

1. 口紅草紙
2. 月の舟
3. 小雪しんしん孔雀町
4. 三年坂
5. 夢二組曲
6. 赤いマント

- Side B

1. ほたる坂
2. あじさい村から
3. 少女のメルヘン
編曲：萩田光雄
4. 明日草
編曲：萩田光雄
5. 野菊の墓
6. お元気ですか

### ほたる坂から+4
※13〜16は、新たに収録されたボーナストラック。
1. 口紅草紙
2. 月の舟
3. 小雪しんしん孔雀町
4. 三年坂
5. 夢二組曲
6. 赤いマント
7. ほたる坂
8. あじさい村から
9. 少女のメルヘン
10. 明日草
11. 野菊の墓
12. お元気ですか
13. 天使ぼろぼろ
14. 自画像
15. 多感日記
16. 不幸な秋

## 発売履歴
| 発売日         | タイトル                                 | レーベル                   | 規格 | 規格品番  |
| -------------- | ---------------------------------------- | -------------------------- | ---- | --------- |
| 1977年12月21日 | ほたる坂から                             | CBS・ソニー                | LP   | 25AH-374  |
| 1994年5月21日  | ほたる坂から                             | CBS・ソニー                | CD   | SRCL-2885 |
| 2008年5月27日  | ほたる坂から+4／阿久悠・三木たかしを歌う | オーダーメイドファクトリー | CD   | DYCL-68   |